# Alex Oliveira
Alexsandro Marques de Oliveira (* 17. Juni 1978 in Campinas), auch bekannt als Alex Oliveira, ist ein ehemaliger brasilianischer Fußballspieler.

## Karriere
Alex begann seine Karriere 1997 beim Zweitligisten AA Ponte Preta. 1997 wurde er mit dem Verein Vizemeister der zweiten Liga und stieg in die erste Liga auf. Von 1998 bis 1999 spielte er bei EC Santo André, SC Barueri und AA Portuguesa (SP). 2000 kehrte er zu Ponte Preta zurück. 2001 erreichte er mit dem Verein das Halbfinale des Copa do Brasil. 2003 wechselte er zu CR Vasco da Gama. 2004 wechselte er zum Zweitligisten Portuguesa. Danach spielte er bei japanischen Zweitligisten Ventforet Kofu und südkoreanischen Jeju United FC.